# スサナ・ハープ
スサナ・ハープ（Susana Harp、1968年 - ）は、メキシコの歌手。伝統音楽とワールドミュージックのジャンルで活動している。

## ディスコグラフィー
- 1997年 - 「Alma」
- 2000年 - 「Cruz del Cielo」
- 2002年 - 「Mi Tierra」
- 2003年 - 「Arriba del cielo」
- 2005年 - 「Ahora」
- 2007年 - 「Fandangos de Ebano」
- 2010年 - 「Mi Tierra vol. II」